# Heteropsis drepana
Heteropsis drepana is een vlinder uit de onderfamilie Satyrinae van de familie Nymphalidae. De wetenschappelijke naam van de soort is voor het eerst geldig gepubliceerd in 1850 door John Obadiah Westwood.
Deze soort is endemisch op Madagaskar en zijn leefomgeving zijn bossen.